# Sumarokawa
Sumarokawa (biał. Сумарокава, Sumarokava; ros. Сумароково) – wieś na Białorusi, w obwodzie mohylewskim, w rejonie mohylewskim, w sielsowiecie Kniażyce, nad Łachwą i przy drodze magistralnej M4.